# Graßmann-Plücker-Relation
Die Graßmann-Plücker-Relationen beschreiben Beziehungen zwischen Determinanten mit teilweise übereinstimmenden Spalten.

## Definitionen und Sätze

### Allgemeine Form
Eine allgemeine Graßmann-Plücker-Relation hat die Form
{\displaystyle \sum _{i=1}^{r+1}(-1)^{i}\cdot \det(A_{1},\dots ,A_{r-1},B_{i})\cdot \det(B_{1},\dots ,B_{i-1},B_{i+1},\dots ,B_{r+1})=0}
wobei {\displaystyle A_{1},\dots ,A_{r-1},B_{1},\dots ,B_{r+1}} Vektoren in einem r-dimensionalen Vektorraum sind,
die die Spalten der Matrizen bilden, deren Determinanten berechnet
werden.
Die Dimension des zugrundeliegenden  Vektorraums wird häufig als Rang bezeichnet (und daher hier als r abgekürzt).
In Fällen, in denen die Spalten homogene Koordinaten von Punkten darstellen, liegen diese Punkte in einem
projektiven Raum eine Dimension niedriger.

### Konkrete Form für niedrige Dimensionen
In Rang 2 hat die Formel 3 Summanden und verwendet 4 Vektoren A bis D:
{\displaystyle \det(A,B)\cdot \det(C,D)-\det(A,C)\cdot \det(B,D)+\det(A,D)\cdot \det(B,C)=0}
In Rang 3 hat die Formel 4 Summanden und verwendet 6 Vektoren A bis F:
{\displaystyle \det(A,B,C)\cdot \det(D,E,F)-\det(A,B,D)\cdot \det(C,E,F)+\det(A,B,E)\cdot \det(C,D,F)-\det(A,B,F)\cdot \det(C,D,E)=0}

### Kurzer, konzeptioneller Beweis
Wir fixieren {\displaystyle A_{1},\dots ,A_{r-1}} und betrachten die Abbildung
{\displaystyle (B_{1},\dots ,B_{r+1})\mapsto {\text{ die linke Seite der Graßmann-Plücker-Relation}}}
Diese Abbildung ist offenbar multilinear (d. h. linear in jedem {\displaystyle B_{i}} separat). Außerdem wird die rechte Seite null, wenn es {\displaystyle j\neq k} gibt mit {\displaystyle B_{j}=B_{k}}, denn dann sind nur die Summanden mit {\displaystyle i=j} und {\displaystyle i=k} möglicherweise ungleich null, und sie heben einander weg. Das heißt, dass die Abbildung alternierend ist. Ein grundlegender Satz der linearen Algebra besagt, dass eine alternierende multilineare Abbildung von r+1 Vektoren auf einem r-dimensionalen Vektorraum identisch Null sein muss. Das ist gerade die Graßmann-Plücker-Relation.

### Langer Beweis
Falls alle vorkommenden Summanden 0 sind, ist die Gleichung trivialerweise erfüllt.
Nehmen wir also an, dass einer der Summanden von 0 verschieden ist.
O.B.d.A. sei dies der erste Summand,
da wir die Vektoren der beiden Mengen A und B beliebig umsortieren können.
Der erste Summand besteht also aus zwei Matrizen, deren Determinanten von 0 verschieden sind.
Bezeichnen wir die Matrix in der ersten Determinante mit M und die zweite mit N.
{\displaystyle M=(A_{1},\dots ,A_{r-1},B_{1})\quad N=(B_{2},\dots ,B_{r+1})}
Multipliziert man alle vorkommenden Matrizen mit der inversen Matrix {\displaystyle M^{-1}},
so wird jede Determinante mit dem Faktor {\displaystyle \det(M^{-1})\neq 0} multipliziert,
die gesamte Gleichung also mit dem Quadrat davon. Diesen Faktor kann man ausklammern und aus der Gleichung ziehen.
Da {\displaystyle M^{-1}M} die Einheitsmatrix ist,
kann man also o. B. d. A. annehmen, dass die erste Matrix die Einheitsmatrix ist.
In diesem Fall gilt {\displaystyle A_{i}=e_{i}} (für {\displaystyle i=1,\dots ,(r-1)}) und {\displaystyle B_{1}=e_{r}}.
{\displaystyle \sum _{i=1}^{r+1}(-1)^{i}\cdot \det(e_{1},\dots ,e_{r-1},B_{i})\cdot \det(B_{1},\dots ,B_{i-1},B_{i+1},\dots ,B_{r+1})=}
{\displaystyle \det(E_{r})\cdot \det(B_{2},\dots ,B_{r+1})+\sum _{i=2}^{r+1}(-1)^{i}\cdot \det(e_{1},\dots ,e_{r-1},B_{i})\cdot \det(e_{r},\dots ,B_{i-1},B_{i+1},\dots ,B_{r+1})=}
{\displaystyle \det(N)+\sum _{i=2}^{r+1}(-1)^{i}\cdot n_{r,(i-1)}\cdot \det(N_{r,(i-1)})=}
{\displaystyle \det(N)-\det(N)=0}
Dabei wird die Summe als Entwicklung der Determinante nach der letzten Zeile aufgefasst.
Der Eintrag {\displaystyle n_{r,(i-1)}}, der in der Matrix {\displaystyle N} in der letzten Zeile {\displaystyle r} und in der Spalte {\displaystyle i} steht, entspricht dabei der letzten Komponente des Vektors {\displaystyle B_{i}}, da {\displaystyle N} mit {\displaystyle B_{2}} anfängt. Die Matrix {\displaystyle N_{r,(i-1)}} ist die Untermatrix, wenn man den Vektor {\displaystyle B_{i}} und die letzte Zeile entfernt.
Diese Untermatrizen ergeben sich durch Entwicklung der zweiten Determinante nach der ersten
Spalte.

## Anwendungen
- Die Graßmann-Plücker-Relationen gehören zu den Syzygien. Sie können verwendet werden, um Beweise (etwa von geometrischen Schließungssätzen) zu formulieren.
- Orientierte Matroide können dadurch charakterisiert werden, dass sie in keinem offensichtlichen Widerspruch zu den Graßmann-Plücker-Relationen stehen.
- Graßmann-Plücker-Koordinaten, die zur Beschreibung geometrischer Objekte in höherdimensionalen projektiven Räumen verwendet werden, müssen diese Relationen erfüllen, um konsistent zu sein.